# Rossyatella
Rossyatella es un género de foraminífero bentónico de la familia Glabratellidae, de la superfamilia Glabratelloidea, del suborden Rotaliina y del orden Rotaliida. Su especie tipo es Rossyatella colonnensis. Su rango cronoestratigráfico abarca el Holoceno.

## Clasificación
Rossyatella incluye a las siguientes especies:
- Rossyatella chasteri
- Rossyatella colonnensis